# 漢基國際學校
漢基國際學校（英語：Chinese International School）是香港一間私立國際學校，於1983年創立，辦校宗旨是激勵學生終生愛好學習及追求知識。校址位於北角寶馬山校園徑1號，設有學前班、小學及中學部。

## 學校簡介
漢基於1983年由馮慶鏘、傅劉健瑜、戴潘靜嫦联合創辦。
漢基國際學校的特色是以中、英雙語教學，令外籍及本地學生有更多學習及使用中文的機會。
漢基國際學校校舍於1991年啓用，佔地9800平方米，由著名建築公司巴馬丹拿（P&T Group）設計。校舍內有兩個圖書館、五個專用電腦室、4個體育館、設200張座椅的禮堂、25米長的室內泳池、健身室和戶外人工攀岩壁等。科學、工藝、藝術等學科設有專用實驗室和工作室。
學校新建的藝術及語言中心教學樓在2005年落成。中心不僅設有中、英文科各自的獨立樓層，還包括有兩個合共可容納200人的戲劇演播室、兩個音樂室、六個音樂練習室、四個自然採光的視覺藝術工作間、一個舞蹈室、音樂錄音室、多媒體中心和一些作品展覽區。所有的教室都配備有投影儀和音像播映設備。
於2024年，此校競投同區前香港日本人學校中學部用地，並於翌年獲批該地作擴建。

## 教學科目

### 7至11年級
- 英國語言文學（語言A）
- 中國語言文學和文化（語言A和語言B）
- 數學
- 綜合科學（生物、化學、物理）
- 藝術（戲劇、音樂、視覺藝術）
- 人文科學（歷史、地理）
- 科技（電腦、工藝設計）
- 體育
- 法語（第三語言選修課）
- 西班牙語（第三語言選修課）

### 12至13年級
- 英國語言文學（語言A）
- 中國語言文學和文化（語言A和語言B）
- 數學、科學（生物、化學、物理、環境系統）
- 藝術（戲劇、音樂、視覺藝術）
- 人文科學（經濟學、歷史、地理）
- 科技（電腦）
- 體育和知識論
- 法語（第三語言選修課）

## 軼事
此學校曾於1992年及1993年借用作電影《逃學威龍2》以及《超級學校霸王》拍攝取景。

## 友好學校
- 北京师范大学附属实验中学
- 陕西师范大学附属中学

## 老師
- 陳芳榮 - 香港詞曲作家，香港基督徒音樂事工協會創辦人

## 校友
更多有關資訊可見於：漢基國際學校校友列表

## 外部連結
- 漢基國際學校 （页面存档备份，存于）